# Antwoine Hackford
Antwoine Hackford (20 maart 2004) is een Engels voetballer met roots in Trinidad en Tobago.

## Categorie
Hackford is een jeugdproduct van Sheffield United. Op 2 januari 2021 maakte hij zijn officiële debuut in het eerste elftal: in de competitiewedstrijd tegen Crystal Palace mocht hij in de 80e minuut invallen voor Ben Osborn. Met zijn 16 jaar en 288 dagen werd hij zo de jongste speler die voor de club in actie kwam in de Premier League. Hij werd zo meteen ook de eerste speler geboren in 2004 die speelminuten kreeg in de Premier League.

## Clubstatistieken
| Seizoen         | Club             | Land              | Competitie      | Competitie | Competitie | Beker | Beker | Supercup | Supercup | Europees | Europees | Totaal | Totaal |
| Seizoen         | Club             | Land              | Competitie      | Wed.       | Dlp.       | Wed.  | Dlp.  | Wed.     | Dlp.     | Wed.     | Dlp.     | Wed.   | Dlp.   |
| --------------- | ---------------- | ----------------- | --------------- | ---------- | ---------- | ----- | ----- | -------- | -------- | -------- | -------- | ------ | ------ |
| 2020/21         | Sheffield United | Vlag van Engeland | Premier League  | 1          | 0          | 0     | 0     | —        | —        | —        | —        | 1      | 0      |
| Carrière totaal | Carrière totaal  | Carrière totaal   | Carrière totaal | 1          | 0          | 0     | 0     | 0        | 0        | 0        | 0        | 1      | 0      |

Bijgewerkt op 2 januari 2021.
1 Davies ·
2 Baldock ·
3 Lowe ·
4 Fleck ·
5 Trusty ·
6 Basham ·
7 Brewster ·
8 Hamer ·
9 McBurnie ·
10 Archer ·
11 Traoré ·
12 Egan  ·
14 Thomas ·
15 Ahmedhodžić ·
16 Norwood ·
17 Coulibaly ·
18 Foderingham ·
19 Robinson ·
20 Bogle ·
21 Souza ·
22 Davies ·
23 Osborn ·
25 Ben Slimane ·
27 Larouci ·
28 McAtee ·
31 Dewhurst ·
32 Osula ·
33 Norrington-Davies ·
35 Brooks ·
36 Jebbison ·
37 Amissah ·
38 Seriki ·
39 Sachdev ·
40 Buyabu ·
Coach: Heckingbottom